# روري إنريكي كوندي
روري إنريكي كوندي (بالإنجليزية: Rory Enrique Conde) هو قاتل متسلسل أمريكي، ولد في 14 يونيو 1965 في بارانكيا في كولومبيا.